# Stade Nungesser
El Stade Nungesser fue un estadio multiusos de Valenciennes, Francia. Acogió los partidos como local del club Valenciennes FC entre los años 1930 y 2011. El estadio construido en 1930 tenía un aforo para 16.547 espectadores y fue demolido a fines de 2012 para dar paso a áreas verdes colindantes al nuevo Stade du Hainaut inaugurado en 2011 que cuenta con una capacidad para 25.000 personas.
El estadio recibía el nombre de Charles Nungesser aviador francés de principios del siglo XX nacido en Valenciennes.